# Campeonato Carioca de Futebol de 1929 (LMDT)
O Campeonato Carioca de Futebol de 1929 organizado pela Liga Metropolitana de Desportos Terrestres (LMDT) foi vencido pelo América, que se tornou bicampeão da competição, com o Mavílis ficando com o vice-campeonato.
Desde a edição de 1925, a LMDT passou a ser formada apenas por clubes de pouca expressão. Embora esse campeonato seja formalmente estadual, a atual Federação de Futebol do Estado do Rio de Janeiro (FFERJ) não o lista na cronologia oficial do Campeonato Carioca – ao contrário dos vencedores dos torneios realizados pela LMDT, entre 1917 e 1924, que são reconhecidos pela FFERJ como legítimos campeões cariocas.

## Regulamento
As dezoito equipes participantes da competição foram divididas entre dois grupos denominados "Série Emmanuel Augusto Nery" e "Série Emmanuel Coelho Netto". Sendo que o primeiro colocado da Série Emmanuel Augusto Nery enfrentaria o primeiro colocado da Série Emmanuel Coelho Netto para definir o campeão carioca.

## Participantes

### Série Emmanuel Augusto Nery
- América Suburbano Football Club (de Bento Ribeiro)
- Americano Football Club* (do bairro Riachuelo)
- Campo Grande Athletico Club (de Campo Grande)
- Esperança Football Club (de Bangu)
- Fidalgo Football Club (de Madureira)
- Fundição Nacional Athletico Club (de São Cristóvão)
- Magno Football Club (de Madureira)
- Mavílis Futebol Clube (do Caju)
- Metropolitano Athletico Club (do Méier)

*Esse Americano Football Club era da cidade do Rio de Janeiro e não tem nada a ver com o Americano Futebol Clube da cidade de Campos dos Goytacazes.

### Série Emmanuel Coelho Netto
- Sport Club América (do Lins de Vasconcelos)
- Esporte Clube Anchieta (de Anchieta)
- Sport Club Boa Vista (do Alto da Boa Vista)
- Brasil Suburbano Football Club (da Piedade)
- Club Athletico Central (do Rocha)
- Atletico Club Cordovil (de Cordovil)
- Oriente Atlético Clube (de Santa Cruz)
- Pereira Passos Football Club (da Saúde-Centro)
- Grêmio Sportivo Santa Cruz (de Santa Cruz)

## Final
| Partida  | Partida   | Partida  | Partida                        | Partida                 | Partida |
| Equipe 1 | Resultado | Equipe 2 | Local                          | Data                    |         |
| -------- | --------- | -------- | ------------------------------ | ----------------------- | ------- |
| América  | 3 - 2     | Mavílis  | Av. Pedro II, em São Cristóvão | 23 de fevereiro de 1930 |         |

## Premiação
| Campeonato Carioca de 1929 (LMDT) |
| Rio de Janeiro                    |
| --------------------------------- |
| AMÉRICA                           |